# Der Ausflug der toten Mädchen
Der Ausflug der toten Mädchen ist eine um 1944 entstandene und 1946 in New York in dem gleichnamigen Band erschienene Erzählung von Anna Seghers mit autobiographischen Bezügen. Sie handelt von den Erinnerungen der im mexikanischen Exil lebenden Erzählerin „Netty“ an einen Schulausflug vor dem Ersten Weltkrieg und an die Schicksale der Mädchen bis zum Ende des Zweiten Weltkrieges. Dadurch entsteht ein breites Bild der Gesellschaft in der ersten Hälfte des 20. Jahrhunderts.

## Inhalt
In der Rahmenhandlung lebt die Ich-Erzählerin nach Monaten der Krankheit, das Ende des Krieges und ihre Heimkehr ersehnend, in einem Dorf in Mexiko. Von ihrer Herberge aus erblickt sie bergab die weiße Mauer eines Ranchos, die sie magisch anzieht. Beim Durchschreiten eines „Einschnitt[s] in der Palisade aus Kakteen“ „in der Glut eines tropischen Mittags“ wird sie wie in einer „Fata Morgana“ zurückversetzt in die vergangene Welt ihrer Jugend vor dem Ersten Weltkrieg.
Hier beginnt die Binnenerzählung, der Rückblick: In einem grünen Garten sieht sie, in einer Vision, ihre beiden besten Freundinnen aus ihrer Schulzeit, Leni und Marianne, inmitten von Butterblumen, Löwenzahn, Storchschnabel und bräunlichrosa Zittergras auf einer Wippe schaukeln. Dann ruft die ältliche Lehrerin Fräulein Mees, die durch ihr schwarzes Kreuz „der Bekenntniskirche“ an der Halskette Jahrzehnte später vor dem Nazikreuz geschützt sein wird, „Netty!“ und sie geht zur auf einer weißen Mauer ruhenden Kaffeeterrasse des Restaurants. Ihre Klasse, ein „Mädchenschwarm […] piepsig und elfig“, unternimmt mit den Lehrerinnen Mees und Sichel einen Ausflug von Mainz aus ein Stück den Rhein abwärts. Der Rückblick beginnt in der Ausflugswirtschaft und endet nach der zwanzigminütigen Rückfahrt stromaufwärts auf dem Dampfer mit dem Weg durch die Stadt zur Wohnung der Erzählerin. Diese ist verwundert über die nicht zerstörten Kirchen, Häuser und Brunnen, gleichsam in einem rückwärts laufenden Film in eine heile Welt, und so hofft sie, auch ihre Mutter anzutreffen.
Zu Beginn des Rückblicks werden bei Kaffee und Kuchen die Kameradinnen der Erzählerin in ihrem Verhalten und ihrer Persönlichkeit beschrieben. Damit erfüllt die Erzählerin – allerdings drei Jahrzehnte später – doch noch den Auftrag ihrer Lehrerin, Fräulein Sichel, den Schulausflug für die nächste Deutschstunde sorgfältig zu beschreiben. Fräulein Sichel hat Netty angesprochen, weil das Mädchen gerne Aufsätze schreibt. Es entsteht ein heiteres Gruppenbild der dreizehn unbeschwerten Mädchen in einer lieblichen Flusslandschaft mit Ausblick auf die vorbeifahrenden Dampfer und die Weinberge. Die Erzählerin ist erstaunt, dass sich in den glatten und blanken Gesichtern „keine Spur von den grimmigen Vorfällen“ findet, die das Schicksal der Jugendlichen und ihrer Familien bestimmen werden, denn ihre Erinnerung an den Ausflug überlagert sich mit dem Wissen von ihren tragischen Lebensläufen. Die Erzählerin ist die einzige Überlebende.
- Dreißig Jahre später sind Leni und Marianne tot. Lenis Bruder fällt bereits im Herbst 1914, ihr Mann Fritz, Sohn eines Eisenbahners, wird von der Gestapo in seiner illegalen Druckerei festgenommen. Leni, welche die Flugblätter verteilt hat und die Aussage gegen ihren Mann verweigert, wird geschlagen und verhungert im zweiten Kriegswinter 1940 in einem Frauen-KZ.[8] Ihre Freundin auf der Wippe ist die hübsche Marianne. Vor der Rückfahrt begegnet sie an der Dampferanlegestelle ihrem Freund Otto Fresenius, der mit seiner Unterprima des Realgymnasiums ebenfalls auf Ausflugsfahrt ist. Sie wird sich mit ihm verloben, bevor er 1914 mit einem Studentenbataillon in den Argonnen kämpft, wo ihn ein Geschoss zerreißt. Nach der Trauerzeit heiratet sie den späteren SS-Sturmbannführer Gustav Liebig, eine Gegenfigur zu dem sich für Rechtlichkeit  und Gerechtigkeit einsetzenden Otto, gerät mit ihm in den Sog des Faschismus und tritt in die NS-Frauenschaft ein. Als nach Lenis Verhaftung Nachbarsfrauen ihre kleine Tochter vor dem nationalsozialistischen Erziehungsheim bewahren wollen und sie um Reisegeld bitten, um das Kind bei Verwandten des Vaters in Berlin zu verstecken, lehnt es Marianne ab, Feinde der Partei zu unterstützen, und verleugnet die treue Freundin. Groteskerweise überlebt das Mädchen den Krieg vielleicht gerade durch die Einweisung ins Heim. Hätte Marianne das Mädchen bei sich aufgenommen, wäre es mit ihr beim Luftangriff auf die Stadt ums Leben gekommen. Ihre Leiche wird  im zerbombten Haus von der zu spät gekommenen Feuerwehr halbverkohlt, in rauchenden Kleiderfetzen in der Asche ihrer Eltern aufgefunden.[9]

- Die selbstbewusste, kleine, stupsnasige Nora beweist während des Ersten Weltkrieges ihre Neigung zu Fräulein Sichel, ihrer Lieblingslehrerin, als sie in der gleichen Schicht mit ihr auf dem Bahnhof an die Front ziehende Soldaten versorgt. Später aber wird Fräulein Sichel von Nora – inzwischen Leiterin der städtischen Nationalsozialistischen Frauenschaft – als „Judensau“ beschimpft, bespuckt und von einer „judenfreien“ Parkbank gejagt.[10] Man deportiert sie zusammen mit Sophie Meier nach Polen.

- Sophie Meier stirbt auf dem Transport nach Polen in einem „vollgepferchten plombierten Waggon“ in Fräulein Sichels Armen.[11]

- Die Friseurstochter Lore hat im Laufe der Jahre einen Liebhaber nach dem anderen, zuletzt einen jüdischen Freund. Als sie „ein verärgerter Naziliebhaber“ der Rassenschande beschuldigt und ihr mit KZ droht, nimmt sie sich mit „Schlafpulver“ das Leben.

- Ida, eine Lehrerstochter, teilt während der Schulzeit mit ihrer Freundin Lore das Interesse an Jungs. Nachdem ihr Bräutigam vor Verdun gefallen ist, wird sie Diakonissin und dann Funktionärin bei den nationalsozialistischen Krankenschwestern. Aus Hass auf den Feind bevorzugt sie im nächsten Krieg in einem Spital hinter der Front ihre Landsleute vor den kriegsgefangenen Verwundeten. In jenem Spital zerknallt im Winter 1943 eine Bombe Idas Kopf, sie stirbt zusammen mit Freund und Feind.[12]

- Gerda, Fräulein Mees‘ Lieblingsschülerin und „zur Krankenpflege und Menschenliebe geboren“, wird Lehrerin „in einem aus dem Bestand der Welt fast verschwundenen Sinn, als sei sie auserlesen, überall Kinder zu suchen, denen sie vonnöten“ ist. Sie heiratet in der Zeit der Weimarer Republik den Lehrer Neeb, der beim Ausflug die Unterprimaner beaufsichtigte und damals schon ein Auge auf sie geworfen hat, nachdem sie sich beim „Bund entschiedener Schulreformer“ getroffen haben. Als ihr Mann gegen ihren ausdrücklichen Willen aus Angst um seine Anstellung nach der Anweisung der Regierung an einem 1. Mai die Hakenkreuzfahne aus dem Fenster hängt, dreht sie aus lauter Scham den Gashahn auf und erstickt.

- Else, ein rundes Mädchen mit kirschenrotem Mund, heiratet den Schreinermeister Ebi. Ihre Ausbildung als Buchhalterin auf der Handelsschule kommt ihm für sein Geschäft äußerst gelegen. Nach einem englischen Fliegerangriff liegen die beiden mit ihren drei Kindern und den Gesellen samt Haus und Werkstatt in Staub und Fetzen.

- Katharina heiratet einen Tapezierer. Nach der Besetzung Frankreichs wird er in seinem Glauben bestärkt, das deutsche Volk sei stärker als andere Völker. Da überrascht ihn die Nachricht, dass seine Frau im Keller des väterlichen Hauses mitsamt Familie, mit ihrer jüngeren Schwester Toni und deren Tochter, ihrer Mutter und Tante, von einer Bombe zermalmt worden ist.[13]

- Ebenso verbrennt Marie Braun mit ihrer Familie im Tapeziergeschäft ihres Vaters.

- Liese Möbius[14] wird Volksschullehrerin. Wegen ihrer unerschütterlichen katholischen Glaubenstreue behandelt sie die nationalsozialistische Behörde geringschätzig und versetzt sie in eine Schule für Schwachbegabte, was sie ergeben als Schicksal hinnimmt. Aber dann im Luftschutzkeller scharen sich die „rabiatesten Naziweiber“ um die kleine Liese. Vergebens – keine der Frauen übersteht den Bombenabwurf.

- Lotte wird Schwester im Kloster auf der Rheininsel Nonnenwerth, sie flieht über die holländische Grenze, wird aber nach der Besetzung des Landes durch deutsche Truppen von den Verfolgern eingeholt.

Als Netty vom Ausflug nach Hause kommt, sieht sie ihre Mutter auf der Veranda des zweiten Stockes: „Sie stand vergnügt und aufrecht da, bestimmt zu arbeitsreichem Familienleben, mit den gewöhnlichen Freuden und Lasten des Alltags, nicht zu einem qualvollen, grausamen Ende in einem abgelegenen Dorf, wohin sie von Hitler verbannt worden war. Jetzt erkannte sie mich und winkte, als sei ich verreist gewesen“. Doch bevor die Erzählerin die Treppe hinaufeilen und die Mutter umarmen kann, löst sich die Szenerie auf und wechselt zur Rahmenhandlung in Mexiko: „Ich fragte mich, wie ich die Zeit verbringen sollte, heute und morgen, hier und dort, denn ich spürte jetzt einen unermeßlichen Strom von Zeit, unbezwingbar wie die Luft.“

## Form
Die tiefe Trauer über den Verlust der Freundinnen, Mitschülerinnen und der lieben Mutter wird in einem sachlichen Dokumentarton vorgetragen, der mit gallig-sarkastischen Bemerkungen wechselt.
„Ich fragte mich, wie ich die Zeit verbringen sollte, heute und morgen, hier und dort, denn ich spürte jetzt einen unermeßlichen Strom von Zeit, unbezwingbar wie die Luft. Man hat uns nun einmal von klein auf angewöhnt, statt uns der Zeit demütig zu ergeben, sie auf irgendeine Weise zu bewältigen“, schließt Anna Seghers ihre Totenklage. Mit „hier und dort“ verweist sie auf Mexiko und Europa. Die hauptsächlich angesprochene Bewältigung der Zeit versucht die Autorin auf vier Ebenen. 1944 in Mexiko – auf der vierten Ebene – sehnt sie die Heimkehr in die deutsche Heimat herbei. Ihre Gedanken schweifen zwischen der ersten bis dritten Ebene hin und her. Die erste Ebene ist die Zeit kurz vor dem Ersten Weltkrieg, die zweite der Erste Weltkrieg und die dritte der noch nicht beendete Zweite Weltkrieg.
Oben unter „Inhalt“ wurde nur das schreckliche Ende der Frauen skizziert. Im Text wendet Anna Seghers zwei Kunstgriffe an. Erstens bewegt sie sich beim Erzählen jedes einzelnen Schicksals zwischen den Zeitebenen eins bis drei. Zweitens stellt sie dem abgrundtief Bösen aus Zeitebene drei immer das durchweg Frohe, Lebenslustige aus Zeitebene eins gegenüber. Zum Beispiel steht die Mutter „vergnügt und aufrecht da“; sie „lacht und winkt“, als Netty heimkommt. Anna Seghers, bald ergrauend, schaut aus Zeitebene vier auf ihre viel jüngere Mutter herab.

## Rezeption
„... als ich krank und besinnungslos lag,...“, schreibt Anna Seghers eingangs ihrer Erzählung. Bodo Uhse erinnert sich: Die Autorin war 1943 in Mexiko von einem Auto angefahren worden. Dabei sei ihr die Schädeldecke zertrümmert worden. Wochenlang habe die Schwerverletzte gegen den Tod gekämpft.
Brandes bewundert die „phantastischen Zeit- und Ortsverschiebungen“ sowie den simplen Bau und hält „Den Ausflug der toten Mädchen“ für „die kunstvollste und schwermütigste Erzählung“ der großen Autorin.
Sonja Hilzinger schreibt: „Diese Erzählung gilt als eines der Meisterwerke deutschsprachiger Literatur.“
Hilzinger nennt Weiterführendes:
- Anna Seghers-Arbeitsgruppe: „Anna Seghers´ Erzählung Der Ausflug der toten Mädchen. Eine surrealistische Komposition aus Traum und Wirklichkeit.“[22]
- Elisabeth Bense, Klaus Schulte: „Trouvaille! Zu einem bemerkenswerten Essay über Anna Seghers´ Ausflug der toten Mädchen von Thomas Aron“.[23]
- Anthony Greenville: „Anna Seghers Confronts the Holocaust. The Jewish Dimension to Der Ausflug der toten Mädchen“[24]
- Sonja Hilzinger: „Im Spannungsfeld zwischen Exil und Heimkehr. Funktionen des Schreibens in der Novelle Der Ausflug der toten Mädchen“[25]
- Sonja Hilzinger: Der Ausflug der toten Mädchen in „Erzählungen des 20. Jahrhunderts“, Bd. 2 (1996)[26]
- Karl Hotz: „Anna Seghers, Der Ausflug der toten Mädchen“ (1993)[27]
- Fritz Pohle: „Kriegsexil in Mexiko und mexikanische Stoffe bei Anna Seghers. Vom Ausflug der toten Mädchen  (1943/44) zum Wirklichen Blau (1967)“.[28]
- Fritz Pohle: „Vorbereitung für die nächste Deutschstunde und mehr: Der Ausflug der toten Mädchen (1943/44)“[29]
- Simonetta Sanna: „Landschaft in Anna Seghers´ Der Ausflug der toten Mädchen“ (1996)[30]
- Werner Zimmermann: „Anna Seghers: Der Ausflug der toten Mädchen“[31]

### Textausgaben
Erstausgabe
- Der Ausflug der toten Mädchen in: Der Ausflug der toten Mädchen und andere Erzählungen (enthält noch: „Post ins Gelobte Land“. „Das Ende“). Aurora-Verlag, New York 1946. 127 Seiten, Leinen[32]

Ausgaben
- Der Ausflug der toten Mädchen. S. 331–362 in: Anna Seghers: Erzählungen 1926-1944. Band IX der Gesammelten Werke in Einzelausgaben. 367 Seiten. Aufbau-Verlag Berlin 1981 (2. Aufl.), ohne ISBN (Verwendete Ausgabe)
- Der Ausflug der toten Mädchen. S. 145–176 in Anna Seghers: Post ins Gelobte Land. Erzählungen. Auswahl Ursula Emmerich. Illustrationen Günther Lück (Grubetsch. Bauern von Hruschowo. Die schönsten Sagen vom Räuber Woynok. Das Obdach. Post ins Gelobte Land. Der Ausflug der toten Mädchen. Das Argonautenschiff. Die Hochzeit von Haiti. Crisanta. Der Führer. Das Duell. Tuomas beschenkt die Halbinsel Sorsa. Sagen von Unirdischen. Steinzeit). Aufbau-Verlag, Berlin 1990 (1. Aufl.), ISBN 3-351-01653-0
- Der Ausflug der toten Mädchen. S. 210–246 in Anna Seghers: Die schönsten Erzählungen. Ausgewählt von Christina Salmen. Mit einem Nachwort von Gunnar Decker (Jans muß sterben. Die Ziegler. Die schönsten Sagen vom Räuber Woynok. Sagen von Artemis. Das Obdach. Post ins Gelobte Land. Der Ausflug der toten Mädchen. Das Argonautenschiff. Der Führer). Aufbau Verlagsgruppe, Berlin 2008 (1. Aufl.), ISBN 978-3-351-03495-5

### Hörbuch
- Anna Seghers liest: „Der Ausflug der toten Mädchen“ (1 CD, 51 Minuten). Der Audio Verlag, Berlin 2008, ISBN 3-89813-751-1 (Autorenlesung, Produktion: Rundfunk der DDR 1965 / DRA, Deutsches Rundfunkarchiv).

### Hörspiel
- Der Ausflug der toten Mädchen. Bearbeitung und Regie: Anna Panknin, Deutschlandfunk 2022. Ursendung am 14. Mai 2022[33]

### Sekundärliteratur
- Heinz Neugebauer: Anna Seghers. Leben und Werk. Mit Abbildungen (Wissenschaftliche Mitarbeit: Irmgard Neugebauer, Redaktionsschluss 20. September 1977). 238 Seiten. Reihe „Schriftsteller der Gegenwart“ (Hrsg. Kurt Böttcher). Volk und Wissen, Berlin 1980, 3. Auflage 1988, ISBN 3-06-101031-9.
- Kurt Batt: Anna Seghers. Versuch über Entwicklung und Werke. Mit Abbildungen. 283 Seiten. Reclam, Leipzig 1973 (2. Aufl. 1980). Lizenzgeber: Röderberg, Frankfurt am Main (Röderberg-Taschenbuch Bd. 15), ISBN 3-87682-470-2.
- Ute Brandes: Anna Seghers. Colloquium, Berlin 1992, ISBN 3-7678-0803-X (= Köpfe des 20. Jahrhunderts, Band 117).
- Sonja Hilzinger: Anna Seghers. Mit 12 Abbildungen. Reihe Literaturstudium. Reclam, Stuttgart 2000, RUB 17623, ISBN 3-15-017623-9.